# Plantage Kerklaan

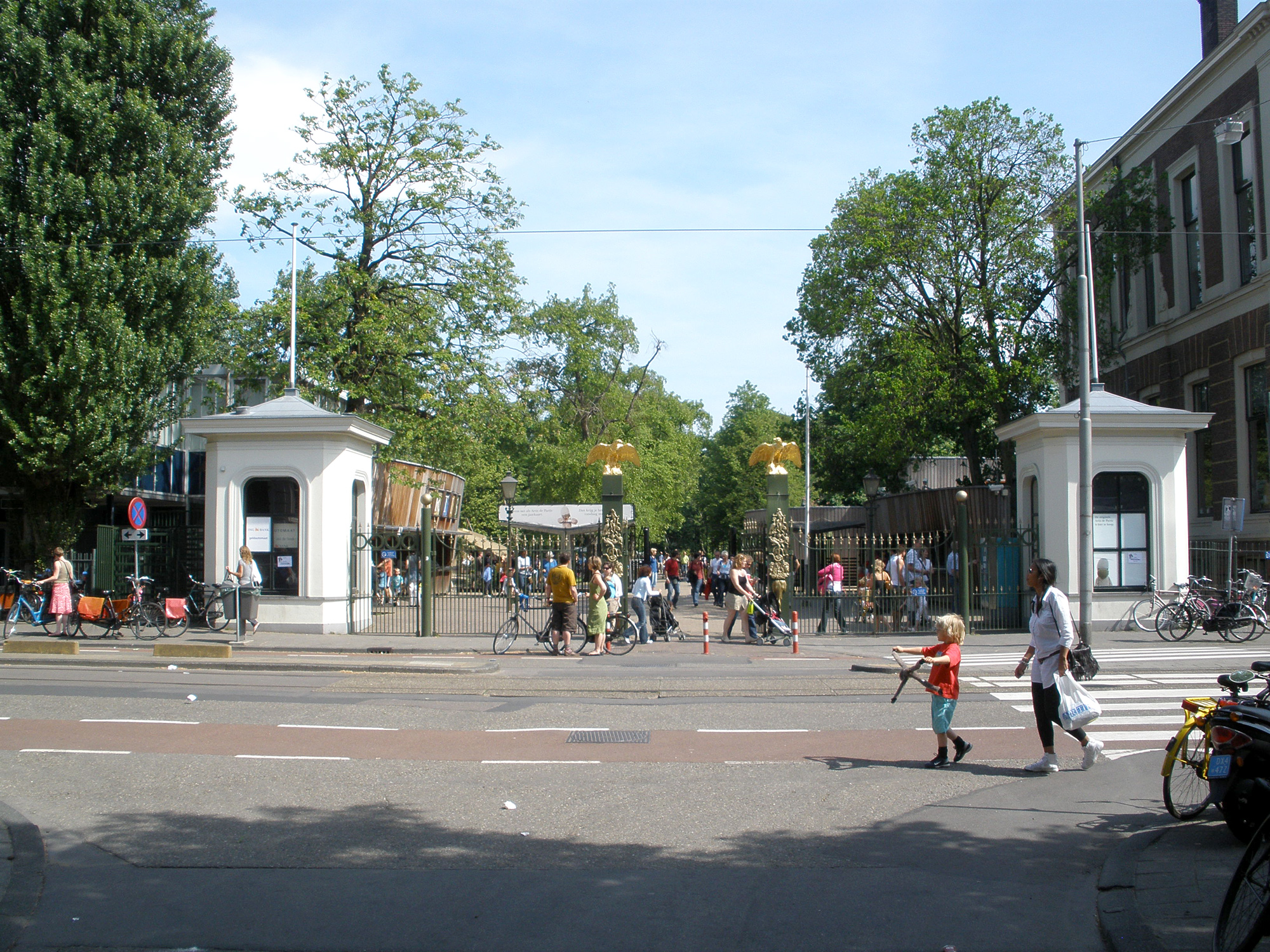
De ingang van dierentuin Artis aan de Plantage Kerklaan

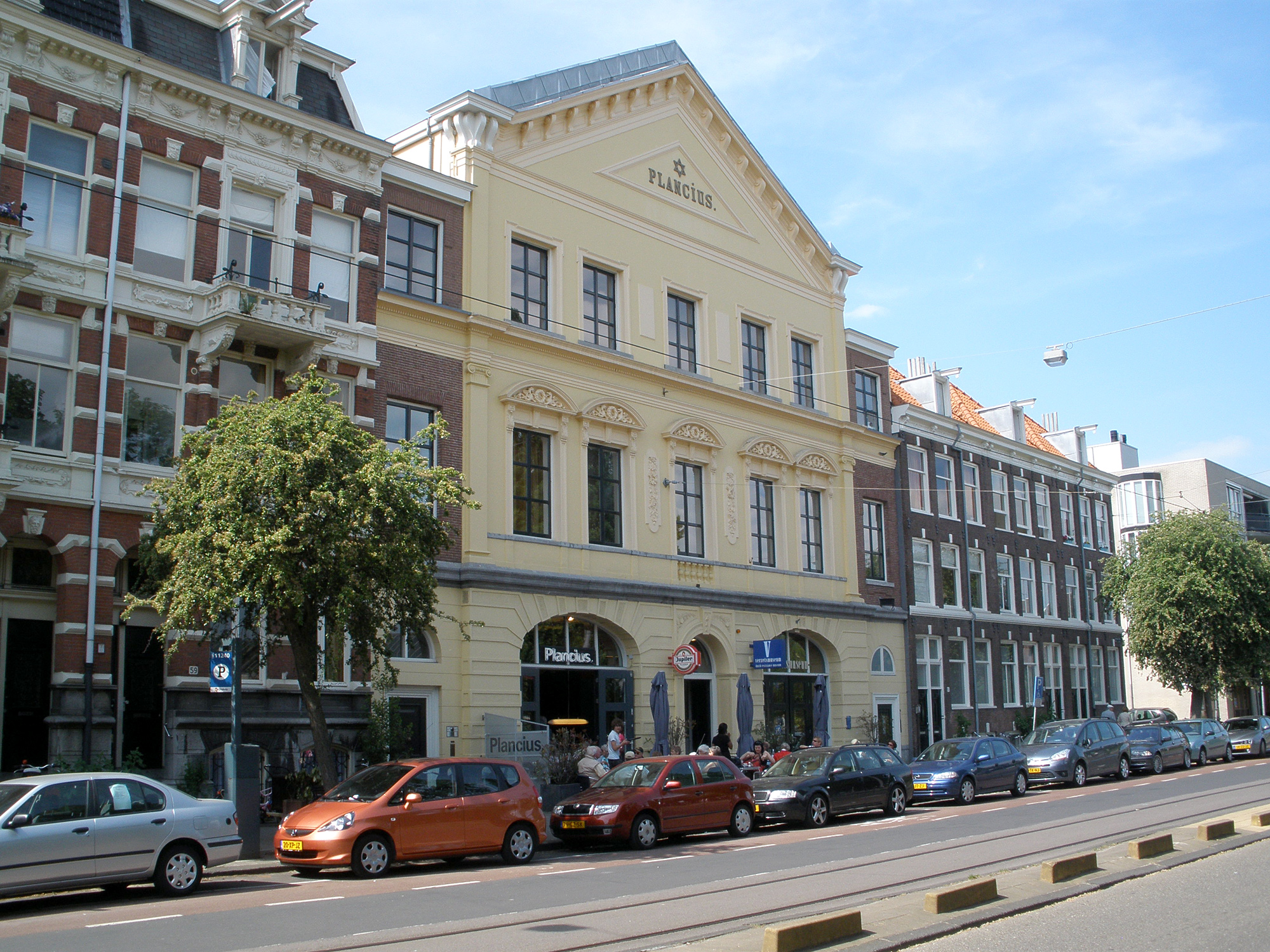
Gebouw Plancius aan de Plantage Kerklaan

De Plantage Kerklaan is een straat in de Plantage in Amsterdam. De dierentuin Artis is gelegen aan deze straat.
De straat loopt van de Lau Mazirelbrug (brug 259) over de Plantage Muidergracht, waar de Roetersstraat overgaat in de Plantage Kerklaan, naar de hoek met de Plantage Doklaan, waar de straat overloopt in de Nijlpaardenbrug naar het Entrepotdok. De Plantage Kerklaan wordt gekruist door de drukke Plantage Middenlaan.
Aan de Plantage Kerklaan ligt de ingang van dierentuin Artis, die het adres Plantage Kerklaan 38-40 heeft. Het Verzetsmuseum Amsterdam in sinds 1999 gevestigd aan Plantage Kerklaan 61, in gebouw Plancius, een voormalige concertzaal uit 1876. Zowel het Artiscomplex als gebouw Plancius zijn in 2001 aangewezen als rijksmonument.
De televisiestudio Studio Plantage bevond zich van 1990 tot 2011 naast de hoofdingang van Artis in het gebouw waar vroeger het bevolkingsregister was gevestigd. Vanuit deze studio werden dagelijks diverse programma's uitgezonden zoals Buitenhof, Holland Sport, De Wereld Draait Door, Pauw & Witteman en De Leugen Regeert. Sinds 2014 bevindt zich Micropia in dit gebouw.

## Geschiedenis
De Plantage Kerklaan heette voorheen kortweg Kerklaan. De straat begon als deel van de oorspronkelijke Kerkstraat. Deze straat werd in 1665 aangelegd om vier kerken rond de toenmalige stadsuitbreiding (de tweede uitleg) met elkaar te verbinden: de Amstelkerk, de  Oosterkerk en twee kerken die nooit zijn gebouwd, één bij het Molenpad en één bij de Weesperstraat. Het deel van de Kerkstraat ten oosten van de Amstel heeft later andere namen gekregen. Vanaf de Amstel gezien: Nieuwe Kerkstraat, Plantage Kerklaan en Korte Kerkstraat (in 1943 omgedoopt in Tussen Kadijken).
Op 27 maart 1943, tijdens de Duitse bezetting van Nederland in de Tweede Wereldoorlog, werd een aanslag gepleegd op het bevolkingsregister van Amsterdam in de voormalige concertzaal van Artis aan Plantage Kerklaan 36-38. Alle plegers van de aanslag werden niet veel later opgepakt en geëxecuteerd. Naast de deur van Plantage Kerklaan 36 is een gedenkplaat aangebracht ter nagedachtenis aan de verzetsstrijders die deelnamen aan de aanslag. De gedenkplaat bevat de namen van de 12 omgekomen verzetsstrijders en de tekst "Zij streden en vielen voor de vrijheid". Zie verder Aanslag op het Amsterdams bevolkingsregister 1943.
De verzetsstrijders Bart en Lydia Riezouw werden geboren op Plantage Kerklaan 9. Ook de componist Leo Smit en de communistenleider David Wijnkoop werden geboren aan de Plantage Kerklaan. Betty Bausch-Polak groeide hier op.

## Openbaar vervoer
Tussen 1904 en 2006 hebben onder andere de tramlijnen 6, 7, 10 en 20 door de Plantage Kerklaan gereden. De tramsporen zijn hier nu nog alleen in gebruik voor omleidingen.
Tramlijn 14 loopt over de Plantage Middenlaan en heeft een halte bij Plantage Kerklaan.